# Oued Tlelat
Oued Tlelat (parfois orthographiée Oued Tlélat ou Oued Tiélat), anciennement Sainte-Barbe-du-Tlelat, est une commune algérienne de la wilaya d'Oran, située à 27 km au sud-est d'Oran. C'est le chef-lieu de la Daïra d'Oued Tlelat.

## Toponymie
Le nom du lieu tire son nom de l'arabe Oued (« rivère »), et du nom berbère "Talilat" (« laurier-rose »), ce qui donne « la rivière du laurier-rose".

## Géographie

### Situation
| El Kerma | El Braya                   | Boufatis                     |
| El Kerma | Oued Tlelat                | Oggaz (Wilaya de Mascara)    |
| Tafraoui | Zahana (Wilaya de Mascara) | El Gaada (Wilaya de Mascara) |

## Environnement

### Zones humides

#### Lac des Gharabas
Cette zone humide présente, au moins en hiver, un grand intérêt pour les oiseaux d'eau. On peut par exemple y observer des espèces comme le Canard colvert, le Canard souchet, le Canard siffleur, le Fuligule milouin, la Sarcelle d'hiver et la Sarcelle marbrée, la Foulque macroule, le Héron cendré et toute une série de Limicoles.

## Histoire

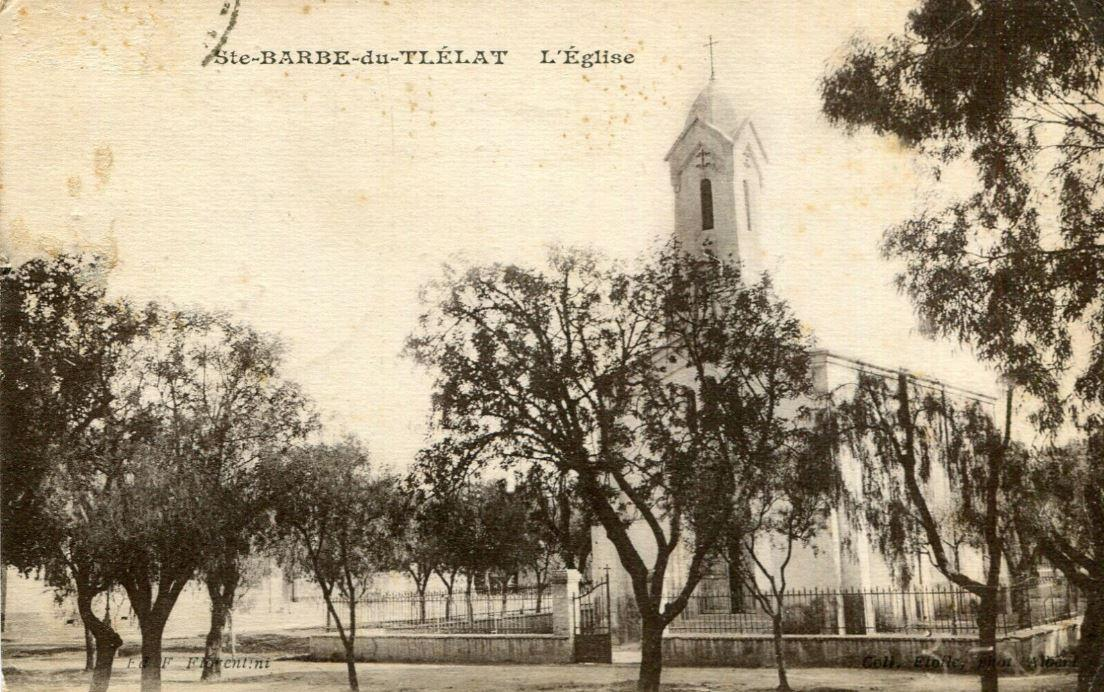
Ancienne église Sainte-Barbe-du-Tlélat, au début du XXe siècle.

Le peuplement a officiellement démarré en décembre 1846 avec la création de la commune de Sainte-Barbe-du-Tlétat. Son nom provient de la proximité de la rivière Tlétat, et de Sainte-Barbe, patronne des Tirailleurs. Une église y portera aussi ce nom.

## Économie
Une usine de la Régie Renault y est installée depuis 2014. Elle produit des Renault Symbol Algérie, un modèle dérivé de la Logan.

## Démographie
| 1977  | 1987  | 2010   |
| ----- | ----- | ------ |
| 5 768 | 7 928 | 19 384 |